# Véres nász (1973)
Véres nász vagy Gyilkos szerelem(Les Noces rouges) egy 1973-as francia bűnügyi dráma, amelyet Claude Chabrol írt és rendezett.

## Cselekmény
Egy kis francia városban Pierre az ellenzéki alpolgármester viszonyt folytat Lucienne-nel, a polgármester feleségével. Hogy gyakrabban lehessenek együtt, Pierre megmérgezi beteg feleségét anélkül, hogy bárki is gyanakodna, Lucienne pedig éjszaka látogatni kezdi a házát. Férje, Paul, tudva a történtekről, zsarolással próbálja rávenni Pierre-t, hogy támogasson egy kétes földügyletet. Hogy elkerüljék ezt, a két szerelmes úgy dönt, hogy megszabadul Paultól. Pierre megöli Pault egy elhagyatott úton, és felgyújtja az autóját, halálát balesetnek tüntetve fel, míg Lucienne azt színleli, hogy kirepült az autóból, mielőtt az kigyulladt. Párizsi utasításra a rendőrség közlekedési balesetként kezeli az esetet. Hélène, Lucienne korábbi kapcsolatából származó tinédzser lánya, további vizsgálatot kér, hogy tisztázza anyját a gyanú alól. Az új vizsgálat feltárja a bűncselekményt, és Paul és Lucienne letartóztatásukkor nem tagadják tettüket. Amikor a rendőrfelügyelő megkérdezi, miért nem költöztek máshová, azt válaszolják, hogy erre soha nem gondoltak.